# ألكسندر لوتون
ألكسندر لوتون (بالإنجليزية: Alexander Lawton) هو دبلوماسي ومحامي أمريكي، ولد في 4 نوفمبر 1818 في مقاطعة بوفورت في الولايات المتحدة، وتوفي في 2 يوليو 1896 في كليفتون سبرينغز في الولايات المتحدة.